# Annona neochrysocarpa
Annona neochrysocarpa este o specie de plante angiosperme din genul Annona, familia Annonaceae, descrisă de H. Rainer. Conform Catalogue of Life specia Annona neochrysocarpa nu are subspecii cunoscute.